# Belmont (Grenada)
Belmont ist eine Siedlung im Nordosten des Inselstaates Grenada in der Karibik. 

## Geographie
Der Ort liegt  im Parish Saint Patrick, an der Grenze zum Parish Saint Andrew zwischen Tivoli und Mount Rose (Hermitage).